# Casa del Mendrugo

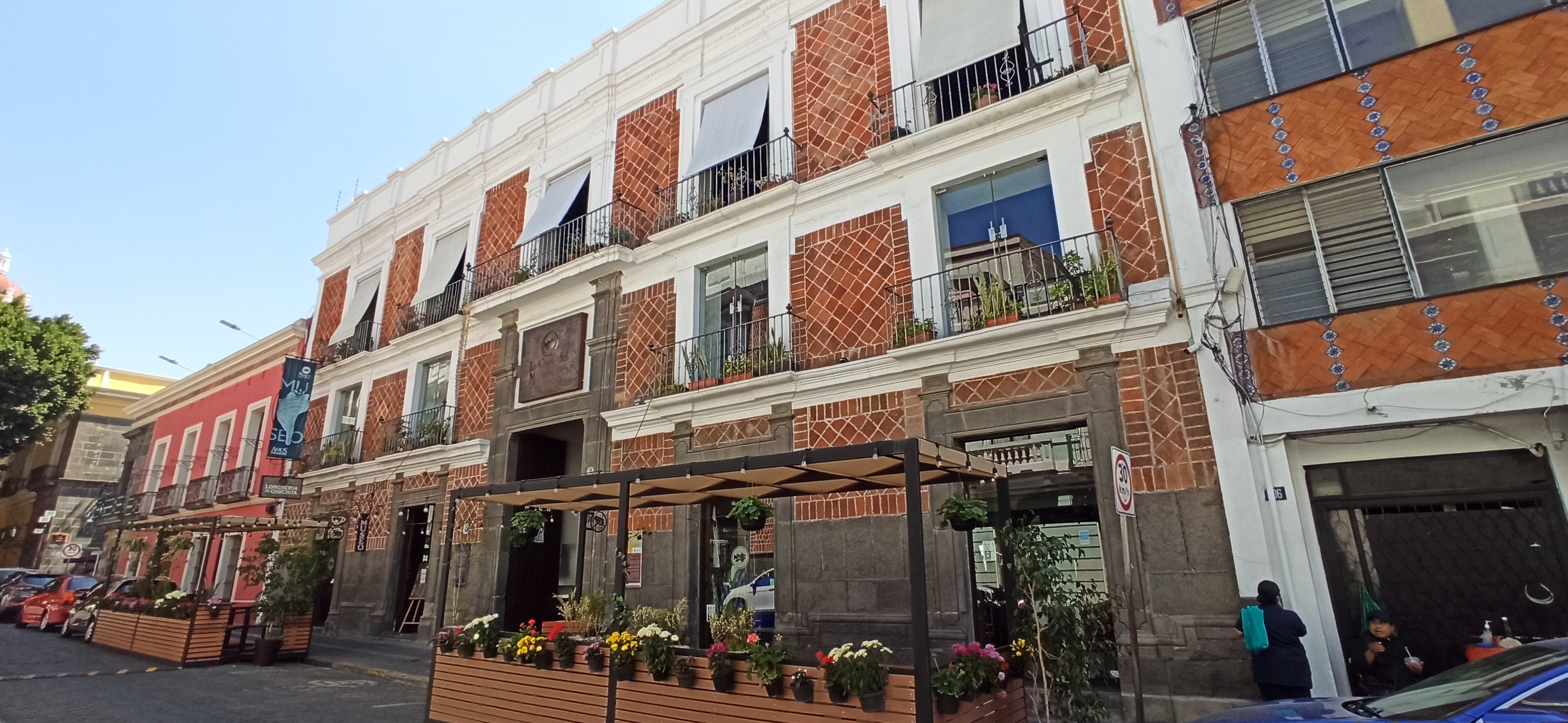
Fachada

La Casa del Mendrugo es un inmueble histórico que data de los orígenes de la ciudad de Puebla, México, fundada como Los Ángeles de la Nueva España en el año de 1531. Se encuentra ubicada en la actual calle 4 sur número 304 en el Centro Histórico de la mencionada ciudad.

## Historia
De acuerdo al historiador Hugo Leicht en su obra Las Calles de Puebla, la Casa del Mendrugo fue edificada por los sacerdotes jesuitas con los mendrugos (limosnas) que recibía la orden de los feligreses de la ciudad. De ahí su singular nombre. Esta casa se encuentra próxima de la Catedral, en el número 2 de la antigua calle de La Palma.
La casa fue propiedad de los jesuitas y formó parte del Colegio de San Jerónimo hasta la expulsión de esta orden religiosa de la Nueva España en 1767. De ahí pasó a ser propiedad de la Iglesia católica formando parte del Colegio del Estado.
Durante la época virreinal y hasta la Independencia del país, el inmueble tuvo un papel importante dentro de las actividades académicas, sociales y económicas de Puebla: durante la segunda mitad el siglo XVIII, su pozo artesiano sirvió para proveer de agua a la ciudad.
El mismo historiador Leicht registró la información dada por Bernardino Tamariz, quien da cuenta de que en esta casa se había hospedado Agustín de Iturbide en su paso hacia Córdoba, Veracruz, para firmar los tratados de la Independencia de México, el 2 de agosto de 1821 cuando, acompañado del Capitán José María Cozgaya, sus tropas y sus escoltas, realizó su entrada triunfal dirigiéndose a la plaza principal de la ciudad de Puebla.
En la segunda mitad del siglo XIX, con las llamadas Leyes de Reforma del presidente Benito Juárez, pasó a particulares cambiando de propietarios con frecuencia. El inmueble fue declarado monumento histórico protegido en el año 1914 lo que impidió que fuera modificado al antojo de sus dueños.
Entre los años 1990 y 2008 la casa permaneció abandonada y tuvo un grave deterioro que la hizo inhabitable. En 2008 la casa cambió nuevamente de propietario y se inició un proyecto de recuperación para convertirlo en espacio cultural.

## Museo Casa del Mendrugo
El Museo Casa del Mendrugo se fundó como tal el 19 de marzo de 2013.
La Fundación Casa del Mendrugo es una asociación mexicana, sin fines de lucro, al servicio de la sociedad que custodia, conserva investiga, difunde y expone testimonios materiales e intelectuales de la memoria de México para la educación, el desarrollo social y el deleite del público.

### Antecedentes
Durante las excavaciones de la restauración de la casa en el año 2010 se realizaron diversos hallazgos arqueológicos que contribuyen de manera importante al entendimiento de la evolución de la ciudad y la vida de sus habitantes y motivaron el establecimiento del museo.

#### Entierro de características olmecas
En octubre del 2010 al excavar para construir un depósito de agua en un sitio no alterado por construcciones anteriores se descubrió un entierro humano de la época Preclásica (1500 a. C. - 300 d. C.) que se relacionó con el estilo olmeca a juzgar por los objetos de cerámica y piedra encontrados en el contexto del entierro. El hallazgo se considera un suceso extraordinario por su ubicación en el primer cuadro de la ciudad y por no haber sido reportado con anterioridad en ningún trabajo.
Con respecto a los fragmentos de cerámica, de acuerdo al arqueólogo Arnulfo Allende Carrera del Centro INAH Puebla, se trataba de tipos cerámicos reportados en el Valle Puebla-Tlaxcala.
En el museo se exhiben los restos óseos de cuando menos 3 personas y de los objetos cerámicos y líticos que formaron parte de la ofrenda funeraria de acuerdo a los rituales de aquella época. 
Una de las osamentas pertenece a una mujer que habría vivido hace aproximadamente 3500 años y que habría muerto con alrededor de 60 años de edad. Los arqueólogos encargados del hallazgo, Arnulfo Allende y Oswaldo Camarillo, la bautizaron como "Chuchita"; es parte de la exhibición del museo. Otra de las osamentos pertenece a un hombre, que habría muerto aproximadamente a los 40 años de edad; aunque sus restos fueron encontrados junto con los de "Chuchita", estos estaban dispersos debido a las obras que en el siglo XVIII se realizaron para abrir un pozo.
El hallazgo de "Chuchita" significa, al menos hasta la tercera década del siglo XXI, la prueba del ser humano más antiguo que ha vivido en la actual ciudad de Puebla. De igual forma, la información que arroja este entierro altera la historia de la fundación de Puebla, la cual afirmaba que los colonos españoles se habían establecido en un valle hasta entonces deshabitado.

#### Mayólica y Talavera Colonial
En el año 2009 se descubrieron ocultos en el piso del patio de la casona antiguos depósitos de desechos que se mantuvieron intactos y no fueron afectados por las diferentes remodelaciones del inmueble. En estos depósitos se hallaron fragmentos de cerámica y loza de uso común utilizados por los habitantes del inmueble a través de los siglos.
Piezas de mayólica, cerámica mejor conocida y afamada como Talavera poblana - que en 2019 fue declarada Patrimonio cultural inmaterial de la Humanidad por la UNESCO - así como una multitud de fragmentos de loza de barro desde la más antigua y con diseños diversos, se exhiben en una sala del museo.

#### Colección zapoteca

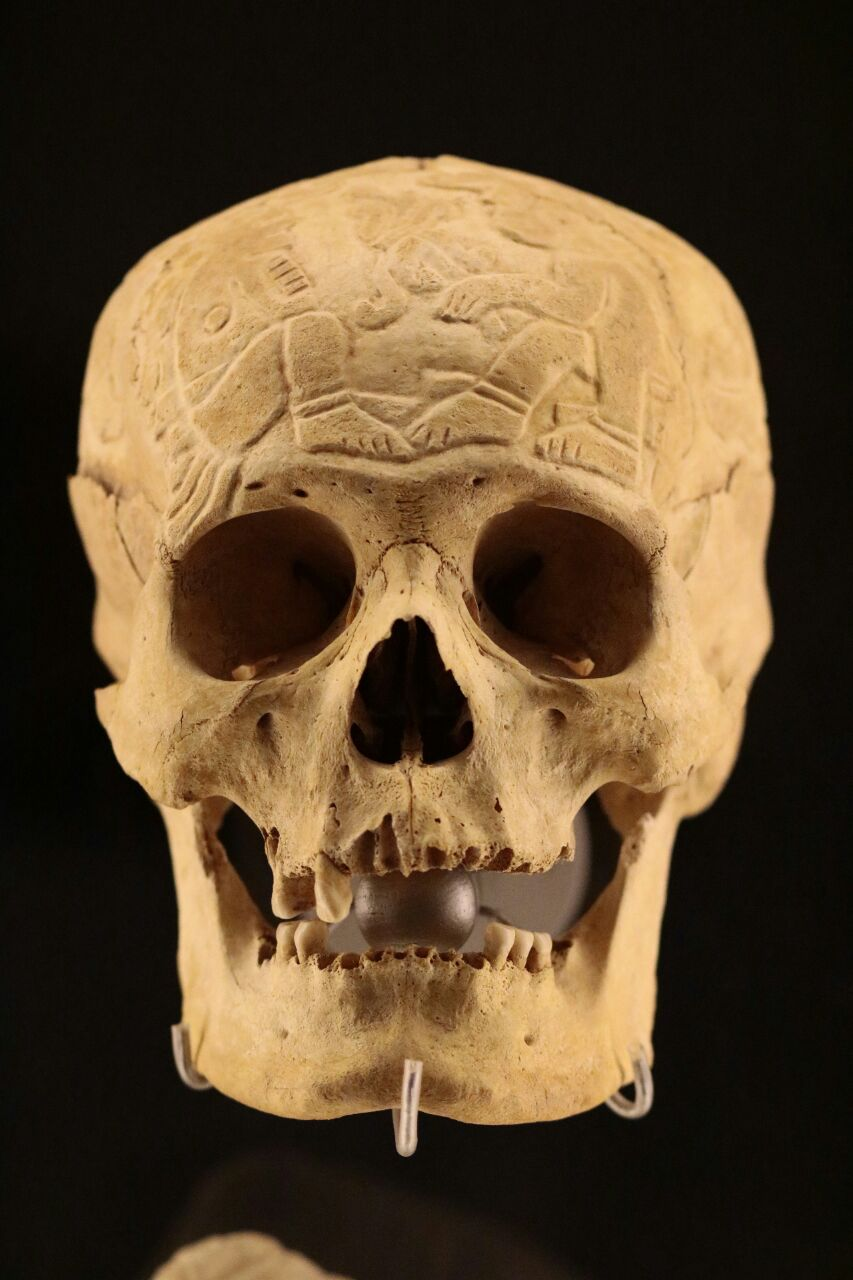
Cráneo esgrafiado perteneciente a la cultura Zapoteca.

Complementa la colección del museo de la Casa del Mendrugo una exposición de objetos que pertenecieron a una comunidad antigua mixteco-zapoteca de la región Oaxaca-Puebla que fue gobernada por un pequeño grupo de hombres ancianos y sabios llamados Los Amos. Ellos impartían justicia, dictaban sentencias, presidían rituales y eran respetados y amados por la comunidad.
Cuando los Amos morían, un sabio y diestro maestro trabajaba con herramientas de obsidiana los cráneos, algunos huesos, caracoles-trompeta y otros objetos de los Amos recién fallecidos, grabando símbolos y escenas particulares de su vida. Estos cráneos y huesos tallados, con iconografía que remite a antiguos códices prehispánicos, eran atesorados por la comunidad y usados en las ceremonias y rituales importantes. Los cráneos tallados remiten a las tradicionales calaveritas de azúcar del día de muertos.
El responsable de la donación de esta colección fue Jorge Roberto Ortiz-Dietz, abogado y notario público en la ciudad de Puebla nacido en 1935 en Oaxaca y de ascendencia zapoteca, alemana y española.
Complementa la oferta cultural de la Casa del Mendrugo un restaurante, un café, un club de jazz y una galería de arte indígena y contemporáneo.